# The Yellow Typhoon
The Yellow Typhoon er en amerikansk stumfilm fra 1920 af Edward José.

## Medvirkende
- Anita Stewart som Hilda / Berta Nordstorm
- Ward Crane som John Mathison
- Donald MacDonald som Robert Hallowell
- Joseph Kilgour som Karl Lysgaard
- George Fisher som M. Andre Duval
- Ed Brady som Morgan